# Список миллиардеров по версии журнала Forbes
Тройка богатейших людей мира (список 2025 года)

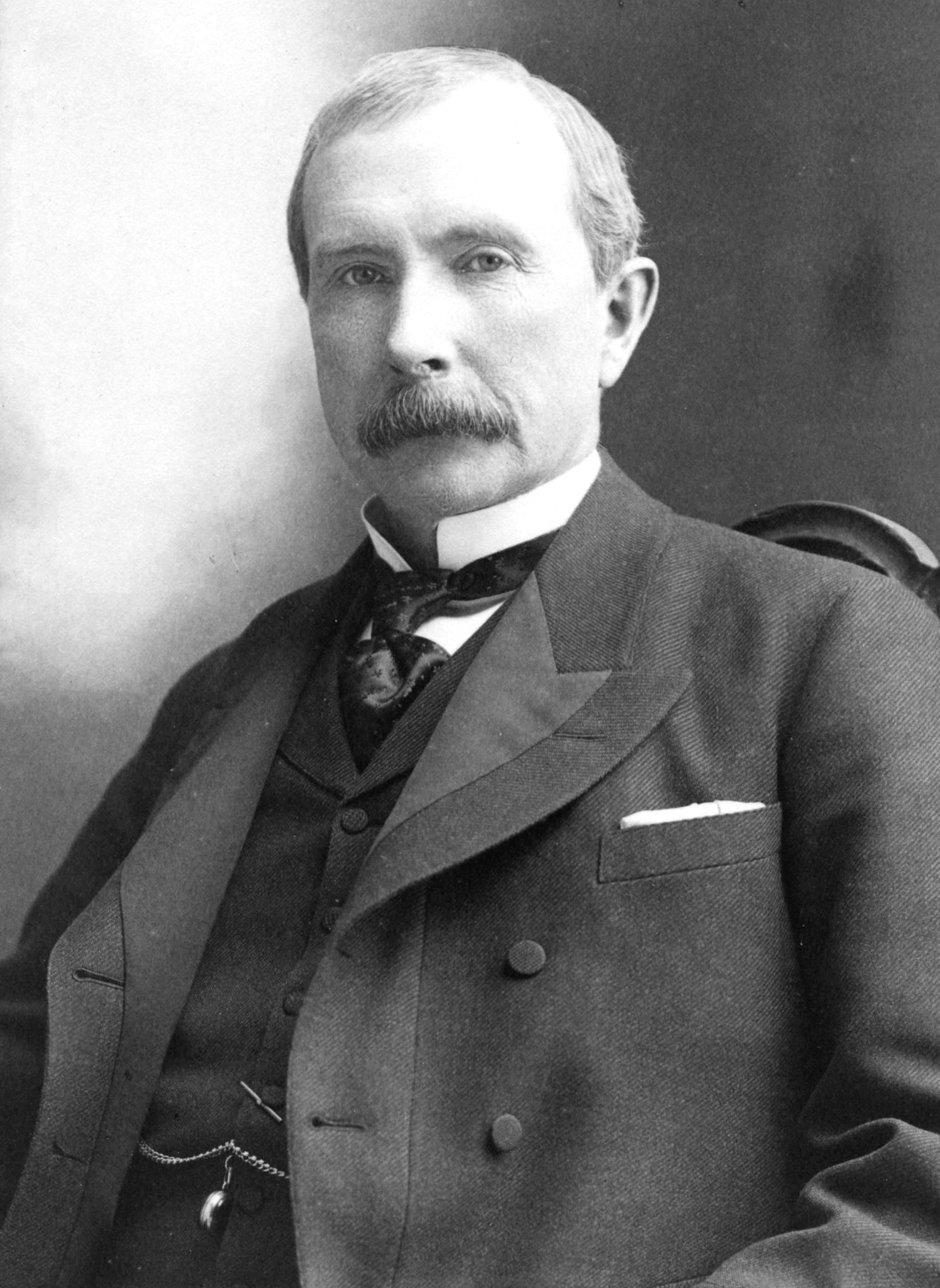
Джон Рокфеллер — первый официальный долларовый миллиардер

Список богатейших людей мира по данных американского финансового журнала Forbes, публикуется ежегодно начиная с 1987 года. В список не включены люди с «неясным» происхождением капитала, а также диктаторы и члены их семей. Forbes считается одним из наиболее авторитетных финансово-экономических журналов в мире. Другие авторитетные издания, такие как Fortune, Bloomberg и другие также регулярно публикуют свои списки богатейших людей мира, которые могут отличаться от списка Forbes.
Миллиарде́рами называют людей, состояние которых превышает 1 миллиард, чаще всего — долларов США. Первым в мире долларовым миллиардером стал Джон Рокфеллер, основатель компании Standard Oil. Это произошло 29 сентября 1916 года.
По данным Forbes, в 2001 году в мире было 564 миллиардера, в 2019 году — 2153, а в 2025 году их число достигло — 3028 человек.

## Список 2024 года
| №  | Имя                        | Возраст | Состояние, (млрд, $) | Изменение | Отрасль                                  | Активы               | Резиденция |
| -- | -------------------------- | ------- | -------------------- | --------- | ---------------------------------------- | -------------------- | ---------- |
| 1  | Бернар Арно                | 75      | 233                  |           | ретейл                                   | LVMH                 | Франция    |
| 2  | Илон Маск                  | 52      | 195                  |           | космонавтика автомобилестроение интернет | SpaceX Tesla Твиттер | США        |
| 3  | Джефф Безос                | 60      | 194                  |           | онлайн-торговля                          | Amazon               | США        |
| 4  | Марк Цукерберг             | 39      | 177                  |           | интернет                                 | Meta                 | США        |
| 5  | Ларри Эллисон              | 79      | 141                  |           | разработка программного обеспечения      | Oracle               | США        |
| 6  | Уоррен Баффетт             | 93      | 133                  |           | инвестиции                               | Berkshire Hathaway   | США        |
| 7  | Билл Гейтс                 | 68      | 128                  |           | разработка программного обеспечения      | Microsoft            | США        |
| 8  | Стив Балмер                | 67      | 121                  |           | разработка программного обеспечения      | Microsoft            | США        |
| 9  | Мукеш Амбани               | 66      | 116                  |           | энергетика                               | Reliance Industries  | Индия      |
| 10 | Ларри Пейдж                | 51      | 114                  |           | интернет                                 | Google               | США        |
| 11 | Сергей Брин                | 50      | 110                  |           | интернет                                 | Google               | США        |
| 12 | Майкл Блумберг             | 82      | 106                  |           | финансы                                  | Bloomberg            | США        |
| 13 | Амансио Ортега             | 88      | 103                  |           | ретейл                                   | Inditex              | Испания    |
| 14 | Карлос Слим Элу            | 84      | 102                  |           | телекоммуникации                         | Grupo Carso          | Мексика    |
| 15 | Франсуаза Беттанкур Майерс | 70      | 99,5                 |           | косметика                                | L’Oréal              | Франция    |
| 16 | Майкл Делл                 | 59      | 91                   |           | телекоммуникации                         | Dell Technologies    | США        |
| 17 | Гаутам Адани               | 61      | 84                   |           | энергетика                               | Adani Group          | Индия      |
| 18 | Джим Уолтон                | 75      | 78,4                 |           | ретейл                                   | Walmart              | США        |
| 19 | Роб Уолтон                 | 79      | 77,4                 |           | ретейл                                   | Walmart              | США        |
| 20 | Дженсен Хуанг              | 61      | 77                   |           | электронные схемы                        | Nvidia               | США        |

Помимо официального (ежегодного) рейтинга миллиардеров, Forbes публикует список миллиардеров «в реальном времени», учитывающий котировки фондовых рынков и прочих обстоятельств, влияющих на активы.

## Списки
- Список 1999 года — по результатам 1998 года
- Список 2004 года — по результатам 2003 года
- Список 2005 года — по результатам 2004 года
- Список 2006 года — по результатам 2005 года
- Список 2007 года — по результатам 2006 года
- Список 2008 года — по результатам 2007 года
- Список 2009 года — по результатам 2008 года
- Список 2010 года — по результатам 2009 года
- Список 2011 года — по результатам 2010 года
- Список 2012 года — по результатам 2011 года
- Список 2013 года — по результатам 2012 года
- Список 2014 года — по результатам 2013 года
- Список 2015 года — по результатам 2014 года
- Список 2016 года — по результатам 2015 года
- Список 2017 года — по результатам 2016 года
- Список 2018 года — по результатам 2017 года
- Список 2019 года — по результатам 2018 года